# Ligue de diamant 2010 - 5 000 m féminin
Navigation
2011
Le 5 000 mètres féminin de la Ligue de Diamant 2010 s'est déroulé du 23 mai au 27 août 2010. La compétition a fait successivement étape à Shanghai, New York, Lausanne, Paris, Monaco et Londres, la finale se déroulant à Bruxelles. L'épreuve est remportée par la Kényane Vivian Cheruiyot devant l'Éthiopienne Sentayehu Ejigu. Les meetings de Londres et de Monaco sont courus sur la distance du 3 000 mètres.

## Calendrier
| Date            | Meeting                    | Ville     | Pays        | Épreuve |
| --------------- | -------------------------- | --------- | ----------- | ------- |
| 23 mai 2010     | Shanghai Golden Grand Prix | Shanghai  | Chine       | 5 000 m |
| 12 juin 2010    | Meeting de New York        | New York  | États-Unis  | 5 000 m |
| 8 juillet 2010  | Athletissima               | Lausanne  | Suisse      | 3 000 m |
| 16 juillet 2010 | Meeting Areva              | Paris     | France      | 5 000 m |
| 22 juillet 2010 | Meeting Herculis           | Monaco    | Monaco      | 3 000 m |
| 13 août 2010    | Aviva London Grand Prix    | Londres   | Royaume-Uni | 5 000 m |
| 27 août 2010    | Mémorial Van Damme         | Bruxelles | Belgique    | 5 000 m |

## Faits marquants
L'Éthiopienne Sentayehu Ejigu remporte le meeting de Shanghai, première étape de la Ligue de Diamant 2010, en établissant la meilleure performance mondiale de l'année en 14 min 30 s 96. Elle devance au terme d'un ultime sprint la Kényane Linet Masai et sa compatriote Meselech Melkamu qui améliorent leurs records personnels sur la distance.

## Résultats
| Date | Meeting           | 1er                                  | 1er   | 2e                                  | 2e    | 3e                                    | 3e    |
| --- | ----------------- | ------------------------------------ | ----- | ----------------------------------- | ----- | ------------------------------------- | ----- |
| 23 mai 2010 | Shanghai 5 000 m  | Sentayehu Ejigu 14 min 30 s 96 (WL)  | 4 pts | Linet Masai 14 min 31 s 14          | 2 pts | Meselech Melkamu 14 min 31 s 91       | 1 pt  |
| 12 juin 2010 | New York 5 000 m  | Tirunesh Dibaba 15 min 11 s 34       | 4 pts | Sentayehu Ejigu 15 min 12 s 99      | 2 pts | Sule Utura 15 min 16 s 61             | 1 pt  |
| 8 juillet 2010 | Lausanne 3 000 m  | Vivian Cheruiyot 8 min 34 s 58 (WL)  | 4 pts | Alemitu Bekele 8 min 35 s 19 (PB)   | 2 pts | Meseret Defar 8 min 36 s 09           | 1 pt  |
| 16 juillet 2010 | Paris 5 000 m     | Vivian Cheruiyot 14 min 27 s 41 (WL) | 4 pts | Sentayehu Ejigu 14 min 28 s 39 (PB) | 2 pts | Elvan Abeylegesse 14 min 31 s 52 (SB) | 1 pt  |
| 22 juillet 2010 | Monaco 3 000 m    | Sentayehu Ejigu 8 min 28 s 41 (WL)   | 4 pts | Maryam Yusuf Jamal 8 min 29 s 20    | 2 pts | Shannon Rowbury 8 min 31 s 38 (PB)    | 1 pt  |
| 13 août 2010 | Londres 5 000 m   | Tirunesh Dibaba 14 min 36 s 41       | 4 pts | Vivian Cheruiyot 14 min 38 s 17     | 2 pts | Sentayehu Ejigu 14 min 39 s 24        | 1 pt  |
| 27 août 2010 | Bruxelles 5 000 m | Vivian Cheruiyot 14 min 34 s 13      | 8 pts | Linet Masai 14 min 35 s 07          | 4 pts | Sentayehu Ejigu 14 min 35 s 13        | 2 pts |
| Records et Performances - AR : Record continental (area record) - CR : Record des championnats (championship record) - MR : Record du meeting (meet record) - NR : Record national (national record) - OR : Record olympique (olympic record) - PR : Record paralympique (paralympic record) - PB : Record personnel (personal best) - SB : Meilleure performance personnelle de la saison (season's best) - WL : Meilleure performance mondiale de l'année (world leader) - WJR : Record du monde junior (world junior record) - WR : Record du monde (world record) Circonstances et Conditions - DNF : N'a pas terminé (did not finish) - DNS : N'a pas pris le départ (did not start) - DQ : Disqualification (disqualification) - NM : Aucun essai valable enregistré (No Mark) - Q : Qualifié « directement » au prochain tour (ou à la prochaine compétition), lors d'une compétition majeure, grâce au classement ou à la réalisation des minima (automatic qualifier) - q : Qualifié au prochain tour (ou à la prochaine compétition), lors d'une compétition majeure, grâce au repêchage ou à la réalisation de l'une des meilleures performances parmi celles des « non qualifiés directement » (grâce au meilleur temps ou à la meilleure distance par exemple) (secondary qualifier) |                   |                                      |       |                                     |       |                                       |       |

## Classement général
| Rang | Athlète                            | Points |
| ---- | ---------------------------------- | ------ |
| 1    | Vivian Cheruiyot                   | 18     |
| 2    | Sentayehu Ejigu                    | 15     |
| 3    | Linet Masai                        | 6      |
| 4    | Alemitu Bekele                     | 2      |
| 5    | Elvan Abeylegesse Meselech Melkamu | 1      |